# Dactyloscopus boehlkei
Dactyloscopus boehlkei är en fiskart som beskrevs av Dawson 1982. Dactyloscopus boehlkei ingår i släktet Dactyloscopus och familjen Dactyloscopidae. Inga underarter finns listade i Catalogue of Life.